# La buena onda de la tarde
La buena onda de la tarde fue un programa de televisión emitido por la cadena española Antena 3 en 2005.

## Formato
Con emisión diaria, de lunes a viernes en horario vespertino, el programa respondía al clásico formato de Magazine, con secciones dedicadas a actualidad, crónica social, así como entrevistas a personajes relevantes.

## Colaboradores
Junto a Alicia Senovilla, acompañada en las labores de presentación por Jaime Bores, se contó con amplio plantel de colaboradores, entre los que se incluían: Ángel Antonio Herrera, Rosa Villacastín, Víctor Sandoval, María Patiño, Pepa Jiménez, María de Meer, Arancha Bonete, Mari Cielo Pajares, Olga Marset, Edu Yanes, Piluca Burgos, Xavi Orive y Ana Belén Burgos.

## Audiencias
El programa obtuvo una media de cuota de pantalla del 12%, o lo que es lo mismo, 1.180.000 espectadores. Los varios intentos por parte de Antena 3 de cubrir la programación de primera hora de la tarde con formatos de magazine, tras la desaparición del Sabor a ti de Ana Rosa Quintana, con A la carta, La vida es rosa y el propio La buena onda de la tarde se saldaron todos con sucesivos fracasos de audiencia. Por ese motivo, la cadena decidió renovar la fórmula y programar el culebrón Pasión de Gavilanes. No retomaría los intentos de programar magazines en esa franja horaria hasta un año después, tras la finalización de Pasión de Gavilanes y su sucesora Rebelde, con el espacio En Antena, de Jaime Cantizano.